# Goshwe
Goshwe è un villaggio del Botswana situato nel distretto Centrale, sottodistretto di Tutume. Il villaggio, secondo il censimento del 2011, conta 1.573 abitanti.

## Località
Nel territorio del villaggio sono presenti le seguenti 2 località:
- Chilokoti di 150 abitanti,
- Mangole di 43 abitanti